# Говернорс

Мапа острова Ґовернорс

Острів Ґовернорс (англ. Governors Island) — острів, що знаходиться у східній частині США у Верхній затоці Нью-Йорку. Острів розташований на відстані приблизно 1 км до південного краю острова Мангеттен. Оригінальна площа острова становила приблизно 36 га, але на початку 1900-тих площу острова було збільшено до 69 га за рахунок відвалів від будівництва метрополітену.
Отримав назву Noten Eylant (пізніше Nutten Island) від данського мандрівника Адріана Блока (англ. Adiaen Block) і зберігав її з 1611 по 1784 рр.
Починаючи з 1783 року, і до 1966 року острів був базою Армії США. З 1966 по 1996 рр. острів використовувався як одна із основних баз берегової охорони США. Сучасна назва острова походить з часів Британської колонії коли колоніальна влада виділила острів для ексклюзивного використання губернаторами Нью-Йорка. ZIP-код острова — 10004.
31 січня 2003 контроль над більшою частиною острова (607 000 м²) було передано штату Нью-Йорк, і з тих пір знаходиться в управлінні англ. Governors Island Preservation and Education Corporation (GIPEC) — відкритої компанії штату Нью-Йорк. Решту 89 000 м² разом з двома фортифікаційними спорудами було передано міністерству внутрішніх справ США і на їх основі створено меморіал англ. Governors Island National Monument.
Починаючи з 2003 року, північна частина острова разом з історичними спорудами відкрита для відвідувачів. Більша, південна частина острова поки що розглядається на архітектурному конкурсі з метою створити парк відпочинку в самому центрі Нью-Йорка. З острова відкривається вид на Статую Свободи, острів Елліс, Нью-Джерсі, південний край Мангеттена та портові споруди Брукліна.